# Naitō Katsutoshi
Naitō Katsutoshi (jap. 内藤 克俊; * 25. Februar 1895; † 27. September 1969) war ein japanischer Ringer und Judokämpfer und Bronzemedaillengewinner bei den Olympischen Spielen 1924 in Paris im Freistilringen im Federgewicht.

## Leben
Katsutoshi Naito stammt aus Hiroshima. Er betätigte sich dort als Judokämpfer und ging 1922 zum Studium der Landwirtschaft an die Pennsylvania State University in die Vereinigten Staaten. An dieser Universität erlernte er auch das Freistilringen und vertrat Japan 1924 bei den Olympischen Spielen 1924 in Paris. Er gewann dort mit vier Siegen die Bronzemedaille im Federgewicht.
Nach diesen Olympischen Spielen betätigte sich Katsutoshi Naito weiterhin als Ringer und Judokämpfer an der Pennsylvania State University und ging dann 1929 nach Brasilien. In Brasilien wurde er zum Begründer des dortigen Judosportes.

## Internationale Erfolge
- 1924, Bronzemedaille, Olympische Spiele in Paris, fS, Federgewicht (bis 61 kg) mit Siegen über A. Foubert, Belgien, Clifford Chilcott, Kanada, Sigfrid Hansson, Schweden und Edvard Huupponen, Finnland und Niederlagen gegen Chester Newton[1] und Robin Reed, beide USA